# Cheeraldinni, Basavana Bagevadi
Cheeraldinni là một làng thuộc tehsil Basavana Bagevadi, huyện Bijapur, bang Karnataka, Ấn Độ.